# 바이에른 더비
바이에른 더비는 FC 바이에른 뮌헨과 1. FC 뉘른베르크간의 경기를 말한다. 바이에른주에서 가장 크고 인기있는 두 팀이다 보니 생겨난 더비 매치이다. 현재까지 총 189경기가 치루어졌다.